# Мейер, Альберт (фотограф)
Альберт Мейер (нем. Albert Meyer; 27 февраля 1857, Клотцше; Саксония — 24 августа 1924, Дрезден, Веймарская республика) — немецкий фотограф конца XIX — начала XX веков, ставший известным как фотограф первых  Олимпийских игр современности в Афинах.

## Биография
Мейер родился в Клотцше недалеко от Дрездена (Саксония). В возрасте 24 лет он совершил поездку в США, где в течение двух лет получил подготовку в качестве фотографа.
После своего возвращения он не открыл в 1883 в Берлине, по улице Александерштрассе 45, «фотографическое ателье», в котором работали 15 сотрудников.
Уже в 1891 году он имел филиалы в Штецине и в балтийском курорте Мендзыздрое, а также ещё одну студию в Берлине, по улице Потсдамштрассе. Альберт Мейр вскоре разбогател, по меркам того времени он был очень богатым человеком. Его доход в 1893 году составил 13.000 марок.
В 1915 году Мейер вернулся в свой родной Дрезден. Здесь начались несчастные годы его жизни. Его сын, на которого он возлагал большие надежды, погиб в боях Первой мировой войны. В 1923 году, во время Немецкой инфляции (1914—1923), он потерял всё своё состояние и умер без единого гроша в кармане.

## Олимпийские игры

### Накануне Олимпийских игр
В 1894 году, международный спортивный конгресс, возглавляемый бароном Кубертеном инициировал возрождение Олимпийских игр и проведение Первой Олимпиады современности на её родине, в Греции.
Несмотря на свою высокую задолженность и ограниченные финансовые возможности государства, и находясь на грани войны с Османской империей, Греция стала готовиться к Олимпиаде.
Однако путешествие в Афины для иностранных участников было в основном их собственным делом и зависело от частных доноров.
В Германии влиятельное «Немецкое гимнастическое общество» (Deutsche Turnerschaft) отказалось принять участие в проекте по националистическим соображениям. Руководство Общества сочло, что международные игры под французским влиянием являются нежелательными.
Однако независимо от «Гимнастического общества» и под руководством одного из инициаторов Олимпийского движения в Германии, химика Вилибальда Гербхардта (Willibald Gebhardt), в декабре 1895 года в Берлине был создан «Комитет для участия Германии в Олимпийских играх в Афинах в 1896 году» («Comité für die Beteiligung Deutschlands an den Olympischen Spielen in Athen 1896»).
Мейер был в составе этого комитета. Вместе со своей женой Элизабет он сопровождал первую немецкую олимпийскую сборную.

### Фотографии Олимпиады 1896 года
Из семи известных фотографов работавших на Олимпиаде, пятеро были греками, один американец (Курти, принявший также участие в Беге на 110 метров с барьерами) и немец Альберт Мейер.
Вместе с немецкой командой, он отправился 28 марта 1896 года из Берлина в Бриндизи и оттуда, на корабле, на греческий остров Керкира.
Мейер стал безусловно самым важным из фоторепортеров Олимпиады. По крайней мере, число более 56 снимков приписанных ему, составляет более половины всех известных снимков Олимпиады.
Олимпийские фотографии Мейера были опубликованы в 1896 году в спортивном журнале Sport im Bild («Спорт в иллюстрациях», журнал был основан в 1885 году).

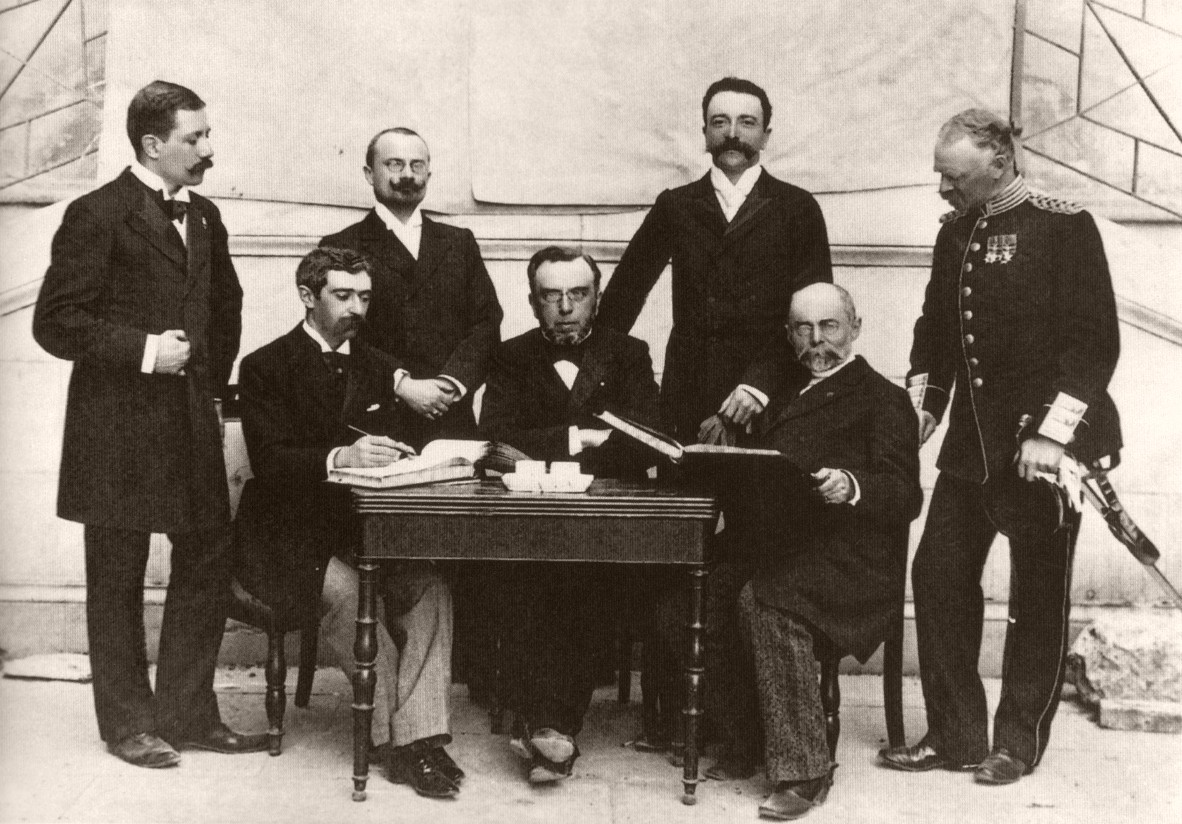
Международный Олимпийский комитет. Слева стоя: доктор Гебхардт. Справа сидя: Кубертен, Пьер де.
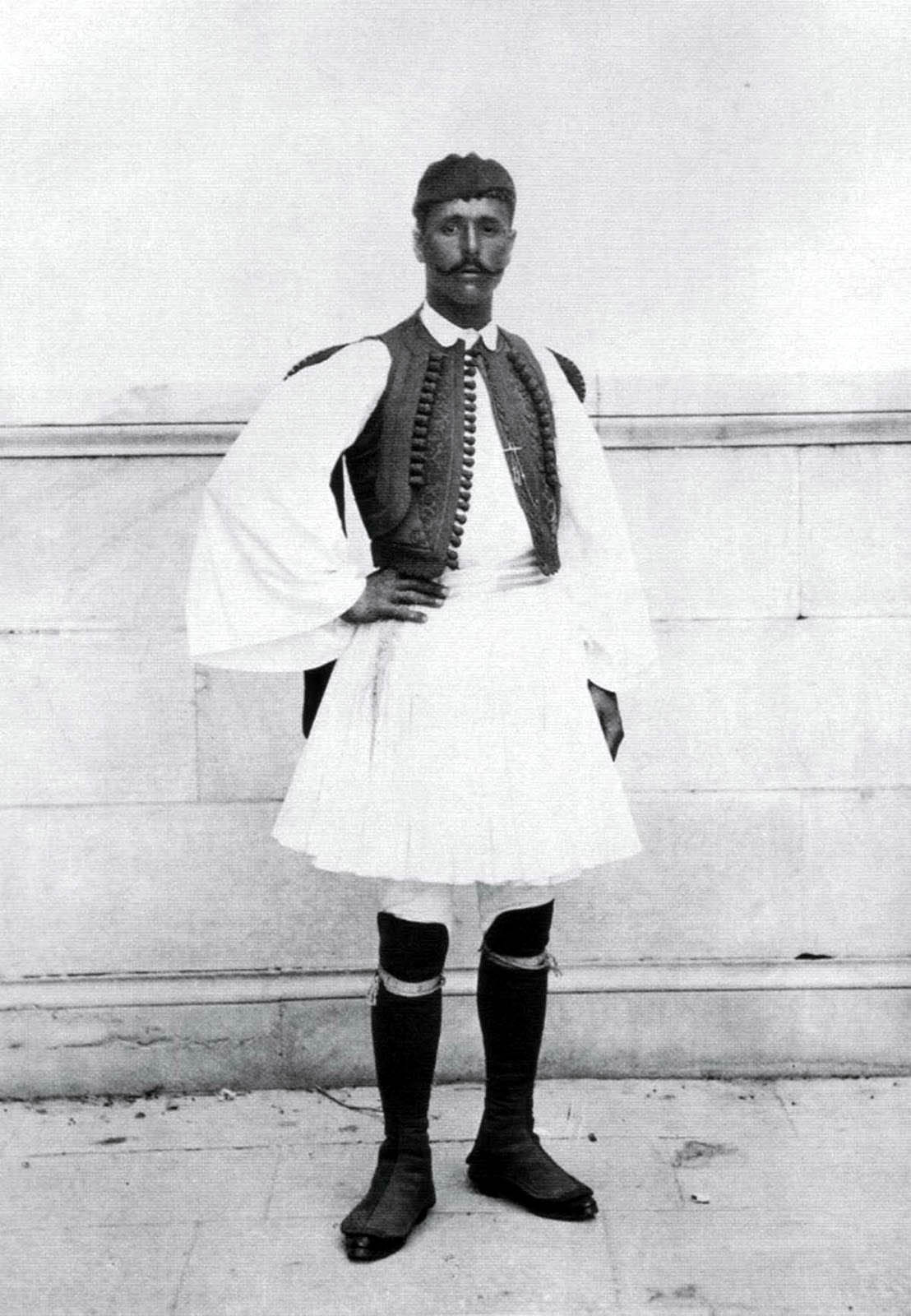
Греческий чемпион в Марафоне, Луис, Спиридон, в форме эвзона.
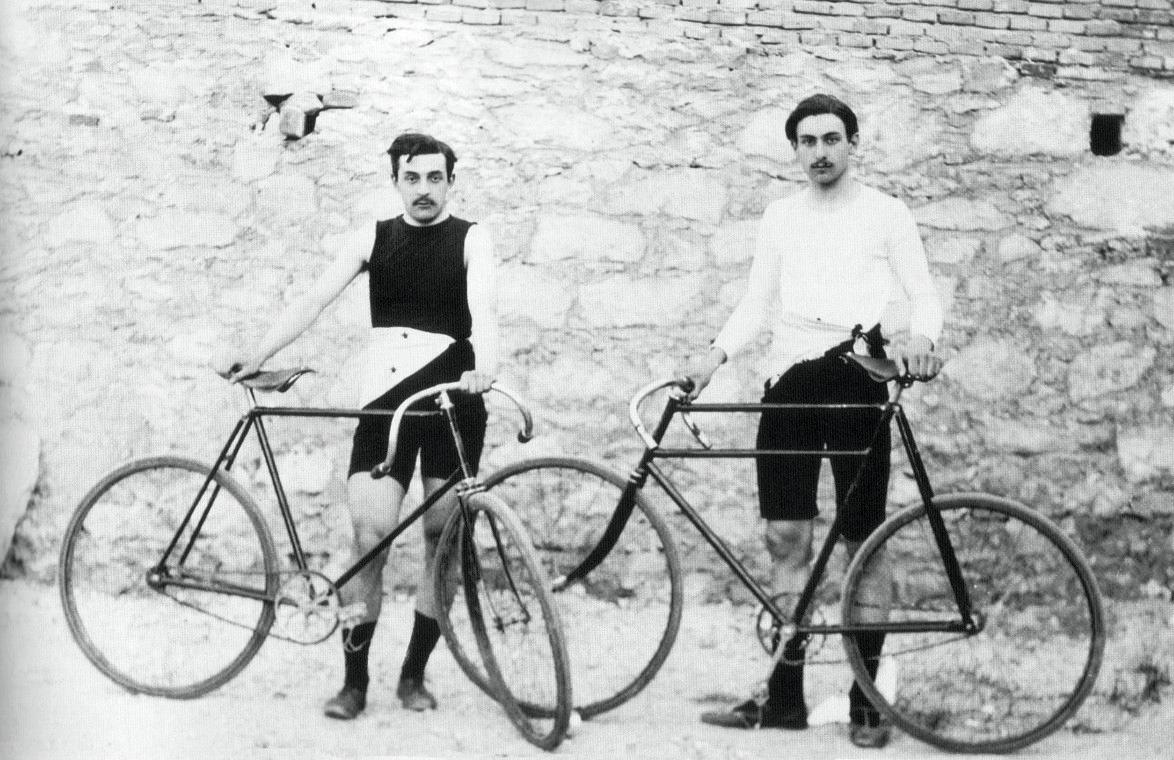
Французские велосипедисты Массон, Поль и Фламан, Леон.
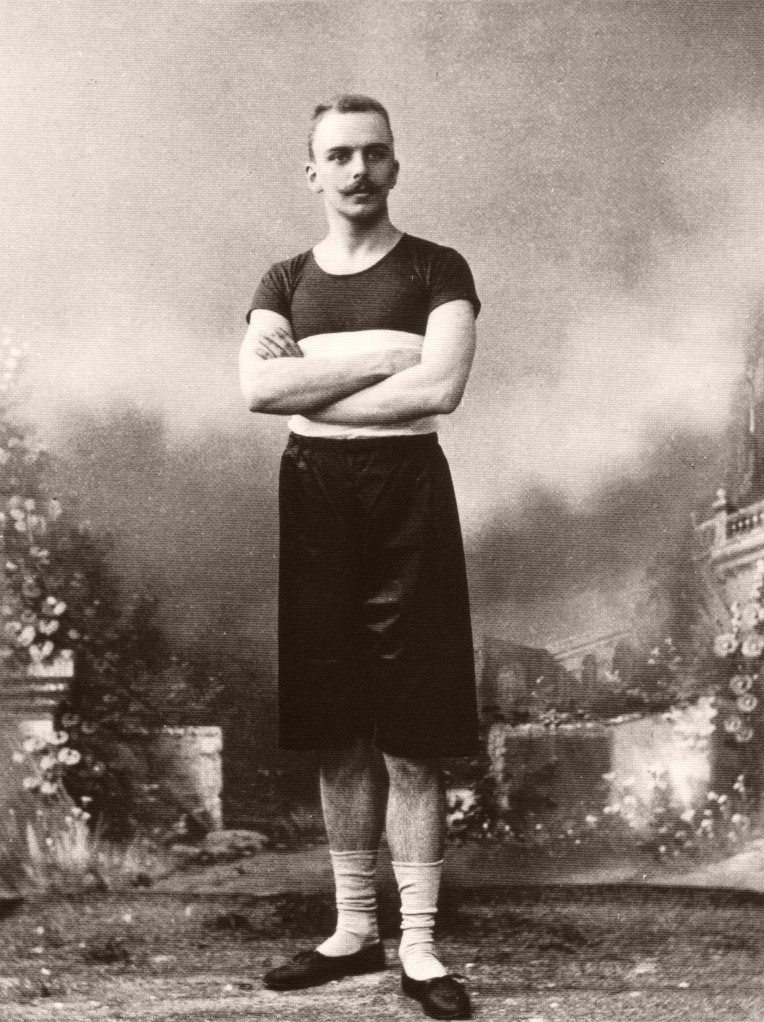
Победитель в теннисе (парном), Траун, Фридрих из Гамбурга.

Альберт Мейер неоднократно называл Олимпийские игры 1896 года в Афинах величайшим событием своей жизни.

### После Олимпиады
Отношения Мейера с доктором Гебхардтом были сложными. Учитывая затруднительное финансовое положение немецкой команды на Олимпиаде, доктор Гебхардт вмешался, когда после Олимпиады Кубертен хотел вознаградить Мейера официальной памятной медалью: «…Г-н Мейер не имеет больших заслуг в Олимпийских играх. Он отправился в Афины наслаждаться фотографированием и, между прочим, заработать денег. (…) Он не дал нашей команде ни единой марки, хотя он является богатым человеком…» Однако эти оценки заслуг Мейера, данные задним числом, очевидно пристрастны. Кроме того, речь идёт о практичности Мейера.
Даже во время Олимпиады Мейер проявлял и оставлял свои снимки в издательстве Курта Бека (Verlag C. H. Beck) и других издательствах. «Альбом Бека» стал первым официальным Олимпийским отчётом.
Вернувшись в Берлин Мейер организовал обширное представление своих работ. Он изготовил кожаные бумажники с надписью «Олимпийские игры в Афинах 1896», каждый из которых содержал 25-35 снимков и разослал соответствующие уведомления многочисленным королевским семьям. Эти действия Мейера, которые сегодня могли бы рассматриваться как пиар, принесли ему признание критиков. В последующие после 1896 годы коммерческий успех его «Фотографических ателье» и его личное состояние увеличились довольно значительно. В 1898 году его состояние оценивалось в 120.000 марок.
В 1901 году Альберт Мейер продал свои студии в Берлине и переехал в Ганновер.
Одним из покупателей его студий был Артур Шульц (Arthur Schulz).
В 1902 году Мейер открыл в Ганновере на Георгштрассе 24 прямо напротив входа оперного театра Ганновера «Институт искусств», который занял своё постоянное место в общественной жизни города
Ателье Мейера на Георгштрассе 24 было разрушено при бомбардировке Ганновера во Вторую мировую войну (июнь 1943)
В 1903 году Альберт Мейер стал членом Фотографического клуба Ганновера, а затем был избран его казначеем.
В 1904 году Уго Джулиус (Hugo Julius) партнёр Мейера по ателье продал Мейеру свою долю с высокой прибылью.

## Сегодня
Негативы Олимпийских работ Мейера пропали во время бомбардировок Второй мировой войны, однако его работы сохранились благодаря изданному им Олимпийскому альбому.
В рамках электронной кампании по сбору финансовых средств (crowdfunding), афинский Музей Бенаки организует в США в 2017 году выставку Олимпийских работ 1896 года Альберта Мейера.

## Награды

### Ордена[10]
- Орден Святого Саввы Сербского королевства, Офицер и Рыцарь[10];
  - Орден Спасителя  Греческого королевства[10];
  - немецкий «Orden für Kunst und Wissenschaft (Lippe)»[10].

### Медали[10]
- герцогства Саксен-Мейнинген [10]
  - Орден за Заслуги[10]
  - Золотая медаль Искусства и Наук[10]
- Herzog-Ernst-Medaille[10]
- герцогства Саксен-Альтенбург  Медаль за Заслуги в Искусстве и Науке, с короной[10]
- Великого герцогства Тосканского Золотая медаль За Заслуги первого класса[10] sowie
- «Имперская турецкая медаль За Заслуги»,[10]
- Прусская медаль Красного Креста («Rote Kreuz-Medaille (Preußen)»[10] sowie
- Carola-Medaille Саксонского королевства[10]

### Признания
- 1888: Серебряную медаль в Миннеаполисе[10] от Американской ассоциации фотографов[13]
- 1892: Золотая медаль в Париже[10] auf der dort Ersten Internationalen [Foto…] Ausstellung[13]
- 1894: Серебряная медаль  в Антверпене[10]
- 1895: Серебряная медаль в Афинах[10]